# Wownia
Wownia (ukr. Вівня) – wieś na Ukrainie, w rejonie stryjskim obwodu lwowskiego. Wieś liczy 686 mieszkańców.
Wieś prawa wołoskiego w drugiej połowie XV wieku. Wieś królewska położona na przełomie XVI i XVII wieku w powiecie stryjskim ziemi przemyskiej województwa ruskiego, w drugiej połowie XVII wieku należała do dzierżawy wojewody ruskiego Stefana Czarnieckiego. 
W II Rzeczypospolitej do 1934 samodzielna gmina jednostkowa. Następnie należała do zbiorowej wiejskiej gminy Uhersko w powiecie stryjskim w woj. stanisławowskiem. 
W czasie okupacji niemieckiej mieszkająca tutaj polska rodzina Urbańskich udzielała pomocy Żydówce Renacie Koerner, za co w 1983 roku Instytut Jad Waszem uhonorował tytułami Sprawiedliwych wśród Narodów Świata Ludwika i Zofię Urbańskich i ich córkę Zofię Ebro z d. Urbańską.
W nocy z 24 na 25 czerwca 1944 nacjonaliści ukraińscy z OUN-UPA zamordowali tutaj w różnych okolicznościach 8 Polaków.
Po wojnie wieś weszła w struktury administracyjne Związku Radzieckiego.